# رعد (شخصية كرتونية)
رعد، حارس مرمى ذو مستوى عال وخاص، فهو، لاعب كاراتيه استفاد من مهاراته في هذه اللعبة في إظهار طرق جميلة ومبتكرة في صد كرة القدم. رعد، هادئ الطباع، ومخلص لأصدقائه. يعد المنافس الأول، لوليد، في لقب أفضل حارس مرمى في البلاد.
يصاب رعد إصابات بليغة في مباراة ضد فريق المجد في الموسم الثاني من السلسلة الأولى، لكن هذه لا تقارن بإصابته في نهاية السلسلة الأولى، بعدما لمس ضربة لشنايدر. وهو أصلا مصاب إثر حادث اصطدام في السابق. يرفض رعد، في السلسلة الثانية، في بداية الأمر، اللعب مع المنتخب، وذلك لأنه سمع المدرب فوزي وهو يطلب من وليد الحضور فورًا، فقد عدها نوعًا من الاستخفاف بقدراته وإهانة لكرامته، إلا أنه يعود لاحقا. يظهر رعد، كعادته، في السلسلة الثانية، العديد من أساليب التصدي المبتكرة، بالرغم من قوة الخصوم والتي استطاع عدد كبير منها إحراز أو تسجيل عدة أهداف في مرمى رعد.
يحترف رعد، في السلسلة الثالثة، في الدوري العربي للمحترفين، في فريق نادي ناجويا جرامبوس إيت Nagoya Grampus Eight، ويتبارى ضد عمار (فريق كاشيوا ريسول Kashiwa Reysol) ويفوز بنتيجة 1 – 0. يتابع رعد، تدريباته في الكاراتيه، في هذه السلسلة، ويذهل عمار ببعض الحركات.
أما في السلسلة الرابعة، فيلعب رعد كمهاجم للمنتخب في مباراته ضد منتخب نيجيريا، ويحرز هدفا رائعا. كما أنه يشكل ثنائيا لا يرد مع عمار.
في الأنمي المدبلج للعربية، تم اعتماد اسم (رعد) في جميع الأجزاء دون ذكر اسم الأب.